# Iturama (ort)
Iturama är en ort i Brasilien.   Den ligger i kommunen Iturama och delstaten Minas Gerais, i den södra delen av landet, 500 km sydväst om huvudstaden Brasília. Iturama ligger 469 meter över havet och antalet invånare är 29 805.
Terrängen runt Iturama är platt. Det finns inga andra samhällen i närheten.
Omgivningarna runt Iturama är en mosaik av jordbruksmark och naturlig växtlighet. Runt Iturama är det ganska glesbefolkat, med 36 invånare per kvadratkilometer.